# Raketerna
Raketerna var en musikgrupp som spelade under åren 1979 - 1982. Raketerna bildades ur resterna av punkbandet Grisen Skriker. De gav ut några singlar, maxisinglar och album på skivbolaget Mistlur Records. De gjorde även en förortsturné tillsammans med Ebba Grön under början av 80-talet och medverkade på en del samlingsalbum. Bandet figurerar även flitigt i dokumentären 'Hemligheten - En film om Hasse (Edström) och Johanna' från 1982 av Rainer Hartleb och Staffan Lindqvist. 

## Medlemmar
- Hasse Edström, sång/gitarr
- Per Edström, gitarr/sång
- Mats Borg, trummor
- Pelle Berglund, bas

Pelle ersattes senare av 
- Peter Faber, bas

## Diskografi
- Pappa - singel (1980)
- Raketerna (Maxisingel) (1981)
- Raketerna (1982)
- Hemligheten - singel (1982)